# Dave Likins
James Dave Likins (* 1956) ist ein ehemaliger US-amerikanischer Footballspieler und jetziger -trainer.

## Leben
Likins besuchte bis 1980 das Centre College im US-Bundesstaat Kentucky. Dort spielte er Football auf der Position des Linebackers und studierte Geschichte. In den Jahren 1980 und 1981 war er Mitglied des Trainerstabs des Georgetown College in Kentucky und betreute dort die Linebacker. Ab 1982 arbeitete Likins an der University of Kentucky ebenfalls als Assistenztrainer. 1991 und 1992 gehörte er dem Trainerstab der University of North Carolina at Chapel Hill an.
Likins wechselte nach Deutschland und war dort 1992 und 1993 bei den Braunschweig Lions für die Betreuung der Passverteidiger sowie die Spieler mit Sonderaufgaben zuständig. 1993 war er auf diese Weise am Aufstieg der Niedersachsen in die Football-Bundesliga beteiligt. Von 1998 bis 2000 arbeitete er wieder für die Braunschweiger, die in dieser Zeit den Eurobowl (1999) gewannen sowie zweimal deutscher Meister wurden (1998 und 1999).
Ab der Saison 2001 war Likins bei den Hamburg Blue Devils Verteidigungskoordinator. Dort arbeitete er wie in Braunschweig zunächst unter Cheftrainer Kent Anderson. 2001 trug Likins zum Gewinn des deutschen Meistertitels bei. Anfang Juli 2002 wurde Anderson in Hamburg entlassen, Likins wurde übergangsweise Cheftrainer, arbeitete dann nach der Verpflichtung von John Rosenberg als neuem Cheftrainer wieder als Koordinator der Hamburger Verteidigung und holte mit der Mannschaft im Oktober 2002 erneut den deutschen Meistertitel. In der Saison 2003 wurde Likins mit den Blue Devils zum dritten Mal in Folge deutscher Meister, bei diesem Titel arbeitete er als Verteidigungskoordinator für Cheftrainer Kirk Heidelberg.
Likins ging in sein Heimatland zurück und übernahm im August 2004 an der Mansfield University (Bundesstaat Pennsylvania) das Amt des für die Linebacker zuständigen Assistenztrainers. 2006 wurde der Spielbetrieb aus Kostengründen eingestellt. Likins arbeitete dann an der Northville High School (Bundesstaat Michigan) sowie an der McEachern High School (Bundesstaat Georgia). 2008 wechselte der US-Amerikaner in den Trainerstab der Swarco Raiders Tirol und übernahm dort das Amt des Verteidigungskoordinators. Er gewann mit der Mannschaft die Staatsmeisterschaft sowie den Eurobowl. In der Saison 2009 übte er die Funktion des Verteidigungskoordinators beim deutschen Zweitligisten Hamburg Eagles aus. Zwischen seinen Aufgaben in Österreich und Deutschland war er an der McEachern High School in den USA tätig. Im Vorfeld der Saison 2011 wurde er als Cheftrainer der Berlin Adler vorgestellt. Unter seiner Leitung erreichten die Adler das GFL-Viertelfinale, dort schieden sie gegen den späteren Titelgewinner Schwäbisch Hall aus. Ende September 2011 kam es zur Trennung zwischen Likins und den Berlinern.
Im Spieljahr 2012 betreute Likins die Verteidigung der Calanda Broncos in der Schweiz und gewann mit der Mannschaft den Eurobowl sowie ohne Niederlage den Titel des Schweizer Meisters. Zur Saison 2013 kehrte er zu den Braunschweig Lions zurück und wurde dort unter Cheftrainer Troy Tomlin Verteidigungskoordinator. Likins trug in diesem Amt zum Gewinn der deutschen Meistertitel 2013, 2014, 2015, 2016 und 2019 sowie zu den Siegen im Eurobowl 2015, 2016, 2017 und 2018 bei.
Von 2022 bis 2023 war Likins Defensive Coordinator bei den Panthers Wrocław in der European League of Football.